# Los grandes matemáticos

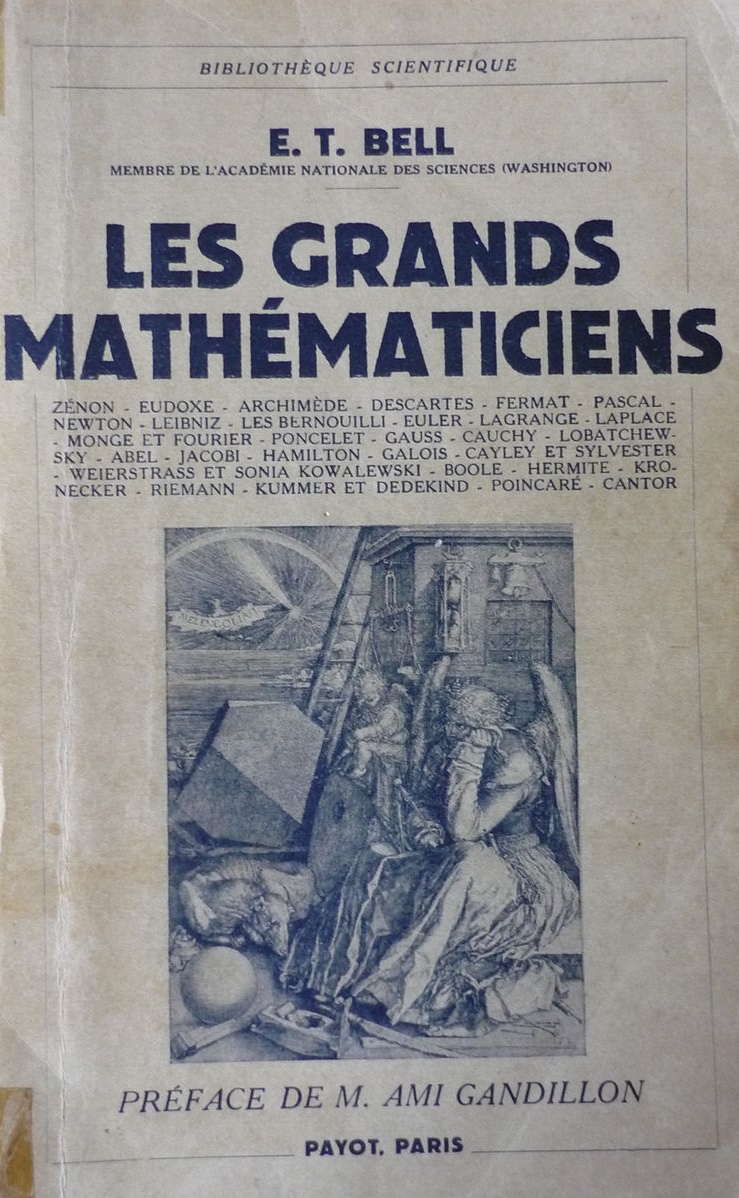
Portada "Los grandes matemáticos" en francés (1939)

Los grandes matemáticos, cuyo título original en inglés es Men of Mathematics, es un libro de historia de las matemáticas, escrito en 1937 por el matemático Eric Temple Bell.
Luego de un breve capítulo sobre tres matemáticos de la Antigüedad, aborda la vida de una treintena de matemáticos entre los siglos XVII, XVIII y XIX. El énfasis está puesto en las principales corrientes matemáticas que siguieron a sus trabajos.
Para mantener la atención del lector, se resaltan aspectos inusuales o dramáticos de los protagonistas. Los grandes matemáticos ha inspirado a muchos jóvenes, entre ellos John Forbes Nash Jr. y Freeman Dyson, a convertirse en matemáticos. No pretende ser un libro de historia, incluye muchas anécdotas y presenta una visión idealizada de los matemáticos, su personalidad, investigaciones y controversias.

## Contenido
- Zenón de Elea (siglo V a. C.), Eudoxo (408 - 355 a. C.), Arquímedes (287? - 212 a. C.)
- Descartes (1596 - 1650)
- Fermat (1601 - 1665)
- Pascal (1623 - 1662)
- Newton (1642 - 1727)
- Leibniz (1646 - 1716)
- Los Bernoulli (siglos XVII y XVIII)
- Euler (1707 - 1783)
- Lagrange (1736 - 1813)
- Laplace (1749 1827)
- Monge (1746 - 1818), Fourier (1768 - 1830)
- Poncelet (1788 - 1867)
- Gauss (1777 - 1855)
- Cauchy (1789 - 1857)
- Lobatchewsky (1793 - 1856)
- Abel (1802 - 1829)
- Jacobi (1804 - 1851)
- Hamilton (1805 - 1865)
- Galois (1811 - 1832)
- Sylvester (1814 - 1897), Cayley (1821 - 1895)
- Weierstrass (1815 - 1897), Sonja Kowalewski [sic] (1850 - 1891)
- Boole (1815 - 1864)
- Hermite (1822 - 1901)
- Kronecker (1823 - 1891)
- Riemann (1826 - 1866)
- Kummer (1810 - 1893), Dedekind (1831 - 1916)
- Poincaré (1854 - 1912)
- Cantor (1845 - 1918)